# Элемент B

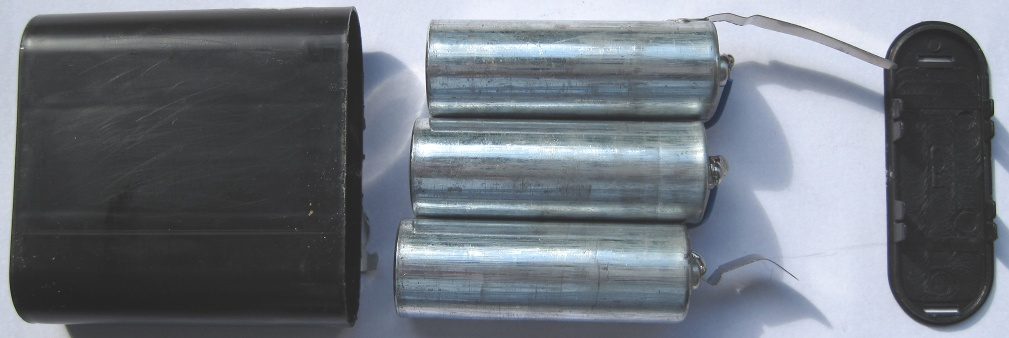
Батарея 3R12 в разобранном виде, состоит из трёх элементов «В»

B (также R12, 336) — типоразмер гальванических элементов и аккумуляторов.
В СССР имели обозначение 336 (в Вооружённые силы СССР эти элементы поставлялись под названием КБ-1). Три таких элемента являются составляющими батареи 3R12 (3336, КБС).

## Область применения
В СССР элементы 336 по отдельности применялись крайне редко в дозиметрах (например, типа ДП-5), в войсковых приборах химической разведки (подсветка прибора при работе в ночное время). В бытовой радиоэлектронной аппаратуре элементы 336 предположительно не применялись (учебный авометр АВО63 питался от трех элементов 336) и в свободную продажу не поступали, большинство людей даже не знало о существовании подобного типоразмера.

## Технические характеристики
- Длина — 60 мм, диаметр — 21,5 мм.
- ЭДС — 1,5 В.
- Типичная ёмкость щелочного элемента — ок. 0,8 А·ч.
- Типичная ёмкость солевого элемента — ок. 0,6 А·ч